# Leichtathletik-Weltmeisterschaften 2009/Teilnehmer (Botswana)
| Gelbes Symbol für Goldmedaillen mit stilisierten Olympischen Ringen | Graues Symbol für Silbermedaillen mit stilisierten Olympischen Ringen | Braundes Symbol für Bronzemedaillen mit stilisierten Olympischen Ringen |
| ------------------------------------------------------------------- | --------------------------------------------------------------------- | ----------------------------------------------------------------------- |
| —                                                                   | —                                                                     | —                                                                       |

Der Leichtathletik-Verband Botswanas stellte fünf Athleten bei den Leichtathletik-Weltmeisterschaften 2009 in Berlin.

## Ergebnisse

### Männer

#### Laufdisziplinen
| Athlet        | Disziplin | Vorlauf    | Vorlauf | Viertelfinale      | Viertelfinale      | Halbfinale         | Halbfinale         | Finale             | Finale             |
| Athlet        | Disziplin | Zeit       | Platz   | Zeit               | Platz              | Zeit               | Platz              | Zeit               | Platz              |
| ------------- | --------- | ---------- | ------- | ------------------ | ------------------ | ------------------ | ------------------ | ------------------ | ------------------ |
| Fanuel Kenosi | 200 m     | 21,75 s SB | 53      | nicht qualifiziert | nicht qualifiziert | nicht qualifiziert | nicht qualifiziert | nicht qualifiziert | nicht qualifiziert |
| Isaac Makwala | 400 m     | 46,45 s    | 34      |                    |                    | nicht qualifiziert | nicht qualifiziert | nicht qualifiziert | nicht qualifiziert |

#### Sprung/Wurf
| Athlet            | Disziplin  | Qualifikation | Qualifikation | Finale     | Finale |
| Athlet            | Disziplin  | Weite/Höhe    | Platz         | Weite/Höhe | Platz  |
| ----------------- | ---------- | ------------- | ------------- | ---------- | ------ |
| Kabelo Kgosiemang | Hochsprung | 2,30 m SB     | 3             | 2,18 m     | 13     |
| Gable Garenamotse | Weitsprung | 8,03 m        | 11            | 8,06 m     | 7      |

### Frauen

#### Laufdisziplinen
| Athletin        | Disziplin | Vorlauf | Vorlauf | Halbfinale | Halbfinale | Finale  | Finale |
| Athletin        | Disziplin | Zeit    | Platz   | Zeit       | Platz      | Zeit    | Platz  |
| --------------- | --------- | ------- | ------- | ---------- | ---------- | ------- | ------ |
| Amantle Montsho | 400 m     | 50,65 s | 1       | 49,89 s SB | 4          | 50,65 s | 8      |